# Alexander Kulitz

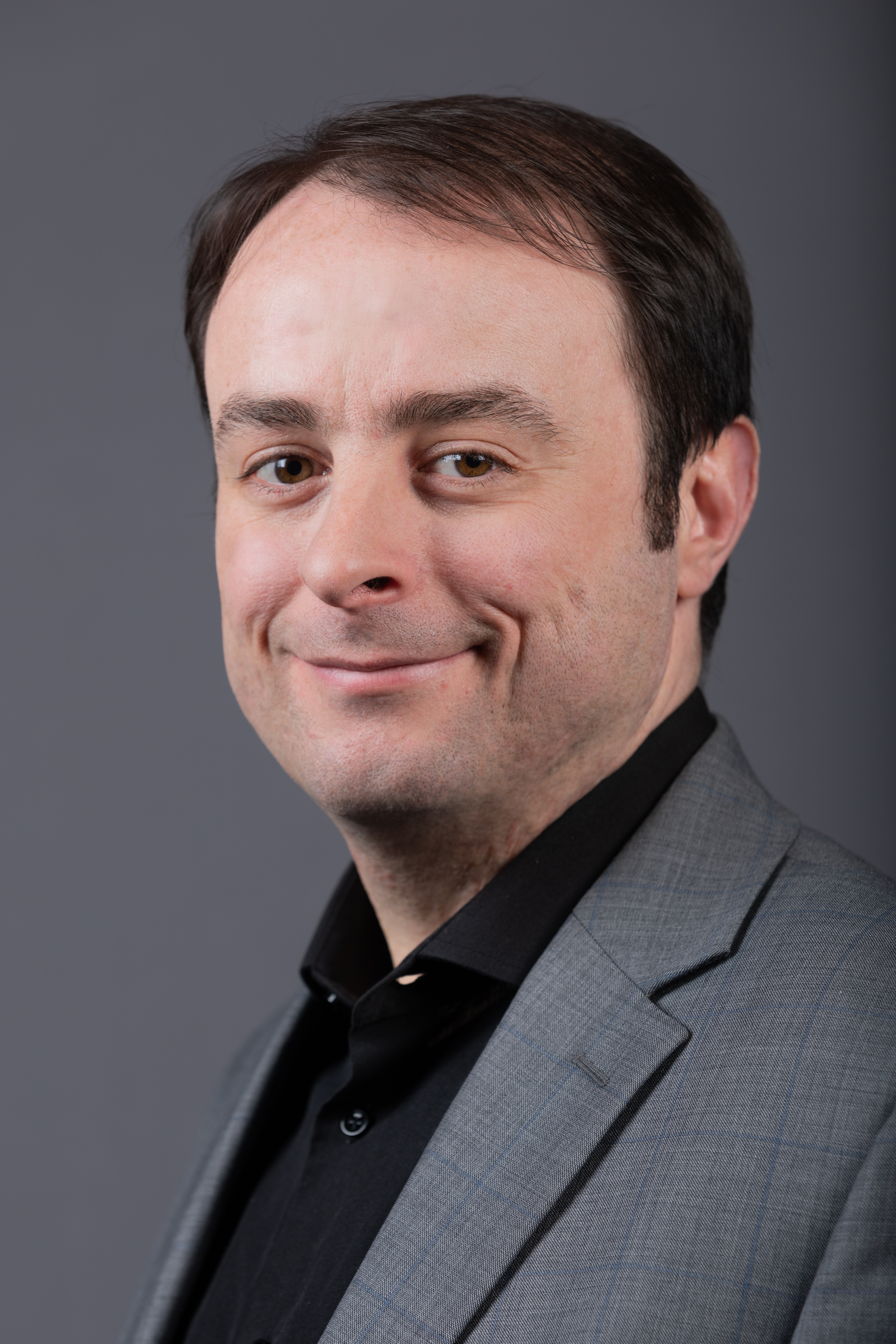
Alexander Kulitz (2020)

Alexander Kulitz (* 12. August 1981 in Tübingen) ist ein deutscher Politiker der Freien Demokratischen Partei (FDP) und Rechtsanwalt.

## Leben
Nach seinem Abitur an der Freien Waldorfschule Ulm studierte Kulitz Rechtswissenschaften in Augsburg, Lyon und Tübingen. Kulitz ist Gesellschafter und Mitglied der Geschäftsleitung von ESTA Apparatebau GmbH & Go KG in Senden. Seit 2010 ist er als Rechtsanwalt tätig. Mit der Bundestagswahl 2017 wurde er in den 19. Deutschen Bundestag gewählt. Kulitz hat ein Kind. Er ist der älteste Sohn von Peter Kulitz.

## Abgeordneter
Im 19. Deutschen Bundestag ist Kulitz ordentliches Mitglied im Auswärtigen Ausschuss. Zudem gehört er als stellvertretendes Mitglied dem Ausschuss für Arbeit und Soziales, dem Ausschuss für Wirtschaft und Energie, sowie dem Unterausschuss Auswärtige Kultur- und Bildungspolitik an. Er wurde zum Außenhandels- und Außenwirtschaftssprecher der FDP-Fraktion gewählt.
Bei der Aufstellung der Landesliste der FDP Baden-Württemberg am 17. Oktober 2020 wurde Kulitz nicht wieder auf einen aussichtsreichen Platz gewählt und schied mit Beginn der 20. Legislaturperiode aus dem Bundestag aus.

## Mitgliedschaften
In seiner Kindheit wurde Kulitz durch die Katholische Pfadfinderschaft Europas (KPE) religiös geprägt. 2012 bis 2016 war er Vorsitzender der Wirtschaftsjunioren Ulm und von 2013 bis 2018 Mitglied im Bundesvorstand der Wirtschaftsjunioren Deutschland e. V. deren Bundesvorsitzender er vor seinem Einzug in den Deutschen Bundestag war. Kulitz ist Senator des Junior Chamber International und Mitglied im Family Business Network, bei den Jungen Unternehmern, im Wirtschaftsrat der CDU e. V., im DIHK Industrie- und Forschungsausschuss sowie dem VDMA Strategiekreis „Umwelt-, Klima- und Nachhaltigkeit“. Darüber hinaus engagiert sich Kulitz in der G20 Young Entrepreneurs’ Alliance.
Alexander Kulitz ist Mitglied der überparteilichen Europa-Union Deutschland, die sich für ein föderales Europa und den europäischen Einigungsprozess einsetzt.